# Huskvarna Folkets park
Huskvarna Folkets park ligger i Huskvarna inom Jönköpings kommun och är den enda folkparken i kommunen. Huskvarna Folkets Park öppnade 1925 och har flera scener både inom- och utomhus, med verksamhet året runt. 
Huskvarna Folkets Park vann utmärkelsen "Årets Folkpark" 1974 och 2004. Priset Live-Apan för Årets Venue i Sverige 2018 gick till Huskvarna Folkets Park.

## Teater
Vulkanteatern började med att 2007 i Teaterladan, en av de tre lokalerna på Parkens område, sätta upp Astrid Lindgrens klassiker Rasmus På Luffen. Sedan 2009 har två av de lokala teaterföreningarna, Vulkanteatern & Teater i Huskvarna, gått ihop för gemensamma föreställningar i Teaterladan. 
Samarbete med Teater I Huskvarna började 2009 och startade traditionen med sommarföreställning i Teaterladan. Detta år blev det Ray Cooneys & John Chapmans fars "Inte Nu Älskling". 2010 spelades Ray Cooneys "Kuta och Kör",  och året efter gavs "Pengarna eller livet", en fars av Cooney.

## Popadelica
Sedan 2006 har dygnsfestivalen Popadelica med artister som Hammerfall, Lars Winnerbäck, Mustasch, Sabaton, September, Takida, Håkan Hellström & The Ark till staden.